# Liceo Militar General San Martín
El Liceo Militar "General San Martín" es una institución educativa del Ejército Argentino ubicada en Villa Las Heras, partido de San Martín, provincia de Buenos Aires, en funcionamiento desde el año 1939.
A pesar de contar con tres niveles educativos, su eje central es la educación secundaria de alumnos voluntarios que revistan como cadetes y reciben instrucción militar del arma de infantería. Quienes finalizan sus estudios obtienen el título de bachiller y de subteniente de reserva de infantería.
Varios egresados se han destacado en sus labores: un presidente constitucional; varios héroes de guerra; legisladores; funcionarios: jueces; empresarios; militares; científicos: etc. Asimismo, el éxito logrado con esta casa de estudios se evidencia en la creación de otros liceos en diversas provincias: Liceo Militar General Paz (Córdoba – 1944); Liceo Militar General Belgrano (Santa Fe – 1947); Liceo Militar General Espejo (Mendoza – 1947); Liceo Militar General Roca (Comodoro Rivadavia – 1966); Liceo Militar General Araoz de Lamadrid (Tucumán – 1979); Liceo Naval Almirante Brown (Vicente López - 1947); Liceo Naval Militar Almirante Storni (Posadas - 1977); Liceo Naval Militar Francisco de Gurruchaga (Salta - 1976/1996); Liceo Naval Militar Capitán de Fragata Carlos María Moyano (Necochea - 1981/1996) y el Liceo Aeronáutico Militar (Funes - 1979).
Su emblema es la Orden del Sol, instituida por el propio general José de San Martín en 1821 cuando era Protector del Perú.

## Historia

### Antecedentes del cuartel
Los terrenos pertenecientes al Liceo Militar fueron ocupados inicialmente por los Padres Mercedarios. Estos arribaron en el año 1701 al continente. La congregación estableció en 1751 un convento y una escuela agrícola en la zona. Sus tierras comprendían parte de los actuales barrios de Villa Ballester y San Andrés - Partido de San Martín (bañado Río Reconquista; Calle La Crujía; Calle Balcarce).
En 1821, Martín Rodríguez decretó la supresión de las órdenes religiosas de los Betlemitas, Recoletos y Mercedarios, confiscándoseles las tierras y bienes. En 1838, el Brigadier General Juan Manuel de Rosas dispuso un asentamiento conocido como “Campamento de Santos Lugares” en la zona (cuartel en actual calle La Crujía). Dicho campamento ocupaba un área de 10x12 cuadras (calles San Lorenzo, Leandro Alem, Ayacucho y La Crujia) abarcando el actual Liceo Militar y otras tierras.
En 1872, en el lugar donde estará el Liceo, se abrió un colegio de artes y oficios en edificios construidos por clérigos regulares de la Orden de las Escuelas Pías. El predio fue adquirido mediante préstamos de particulares e hipotecas de bancos. Luego de diez años de labor del establecimiento destinado a jóvenes internados y de un noviciado, por no poder cumplir las obligaciones contraídas, los religiosos fueron desalojados. La propiedad fue subastada en abril de 1881.
Años más tarde, el predio pasó a propiedad del gobierno nacional. En 1892 fue destinado al Colegio Militar de la Nación, que entonces tenía sede en San Benito de Palermo (Ciudad de Buenos Aires - Av. del Libertador, entre Salguero y Av. Sarmiento). El Colegio Militar se trasladó en 1937 a su actual sede en El Palomar. Inmediatamente, pasó a ser sede del recientemente creado Liceo. 
En 1992, por Ordenanza Municipal N.° 4961/92, el cuartel fue declarado Monumento Histórico Municipal del Partido de San Martín.

### Origen del instituto y primeros años
La existencia de documentación relacionada con creación del Liceo Militar indican que ya existían estudios al respecto en el año 1930. El 3 de julio de 1936, el entonces jefe de Estado Mayor del Ejército, General Ramón Molina, brindó una conferencia en el Círculo Militar de creación de un Colegio Nacional Militar de 3000 alumnos para la formación de reservas. El Estado se haría cargo de los gastos de un recorrido que duraría cuatro años incluyendo un bachillerato. Los egresados lo harían con el título de subtenientes de reserva y tendrían permitido el acceso a la universidad que entonces exigían un examen de ingreso. Molina expresó en 1940 que existieron diferencias entre sus ideas y la implementación.
El decreto de creación del Liceo del 8 de enero de 1938 estableció la conformación de una Comisión de Estudio sobre el Colegio Nacional Militar presidida por el director de Institutos Militares. De su accionar surgió la idea definitiva para concretar el Liceo Militar.

#### Creación

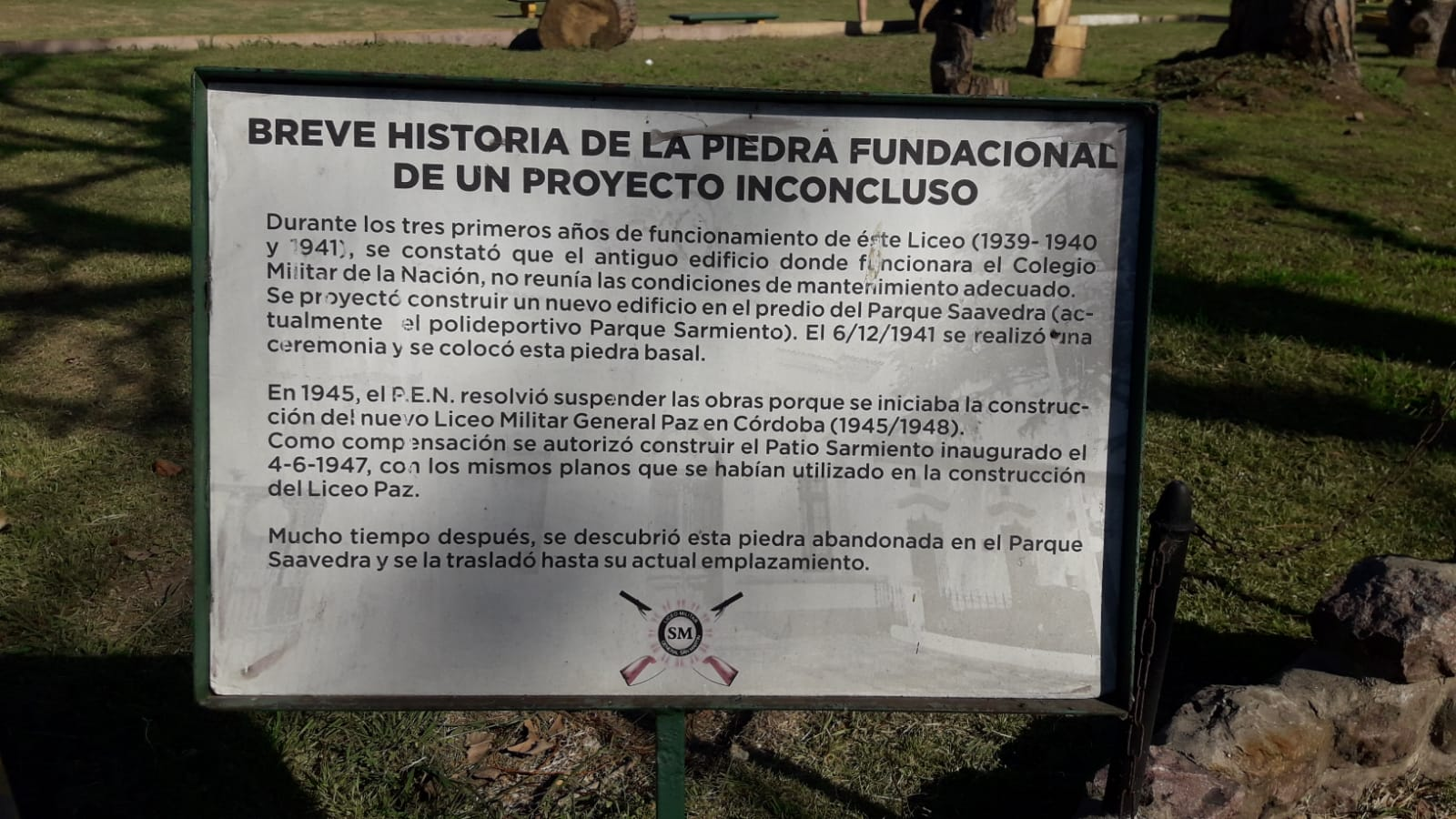
Cartel referido a la piedra fundacional del proyecto de emplazamiento del Liceo en el actual Parque Saavedra (CABA).

A fines del año 1937, el Colegio Militar se trasladó a su actual sede en El Palomar (Caseros) dejando el cuartel de San Martín vacío. Tal situación permitió la creación del Liceo Militar “General San Martín” por Decreto N° 123.276 del 8 de enero de 1938 del entonces Presidente de la Nación, general Agustín Pedro Justo, recibiendo como primera denominación la de “Colegio Nacional Militar” y bajo la dependencia del entonces Ministerio de Guerra. El decreto de creación establecía que debía tener régimen de internado, que sus planes de estudios serían los vigentes en los colegios nacionales y que estaba habilitado para expedir el título de bachiller.
Para la creación, las autoridades políticas tomaron como antecedentes a los buenos resultados alcanzados en la educación e instrucción de los cadetes del Colegio Militar; el régimen de internado del mismo; su educación física y moral y su trasladado a sus nuevos edificios dejando disponibles los que ocupaba los que con algunas modificaciones podían adaptarse al fin propuesto. El decreto de creación establecía que el nuevo instituto militar funcionaría como internado y desarrollaría los planes de estudios vigentes en los Colegios Nacionales, quedando habilitado para expedir títulos de Bachiller. El régimen interno del Colegio Nacional Militar se estableció tomando por base al del Colegio Militar.
Antes de comenzar el primer curso lectivo, el 20 de enero de 1939, el Colegio Nacional Militar fue renombrado como Liceo Militar. El 1 de abril de 1939, por Decreto Presidencial 28026, se agregó a su denominación General San Martín.
La ceremonia de inauguración se llevó a cabo el 3 de abril de 1939 con la presencia del nuevo Presidente de la Nación, doctor Roberto Marcelino Ortiz. Su primer director fue el Coronel Ernesto Florit  y el Teniente Coronel Aníbal Suárez Girado su primer Subdirector y Jefe del Cuerpo de Cadetes. El director se encontraba en funciones desde el 18 de abril del año anterior revistando en la Dirección de Institutos Militares.
La primera incorporación fue de 280 estudiantes. Su primer egreso fue en diciembre del año 1944. En la década del 70, los cadetes superaban los 1200, con un cupo de 240 ingresos a primer curso (40 vacantes eran para hijos de militares y para 10 extranjeros). A los ingresantes, se sumaba gran cantidad de cadetes transferidos de liceos del interior a partir de segundo curso.
El 6 de diciembre de 1941 se colocó la piedra fundamental de lo que se proyectaba como ser la nueva sede del liceo en el actual Parque Sarmiento. El vicepresidente, Dr Ramón Castillo, participó de la ceremonia. Posteriormente se modificó el criterio y se resolvió ampliar las antiguas instalaciones creándose un nuevo conjunto edilicio destinado a dormitorios para cadetes y aulas (hoy Patio Sarmiento). La mencionada piedra, encontrada cuando se hacían obras para la instalación del Jardín Zoológico de la Capital, descansa en el acceso al Liceo desde 1975, junto con el antiguo portón utilizado por el Colegio Militar de la Nación y al retoño del pino de San Lorenzo.

#### Orientación educativa
El nombramiento del Coronel Florit como Director y del Profesor Valentín Mestroni como Jefe de Estudios tuvieron su consecuencia en el perfil del futuro instituto: la adopción de normas y comportamientos internos propios del Colegio Militar de la Nación y el estilo de enseñanza de la “Escuela Nacional de Profesores Mariano Acosta”, por donde habían pasado Mestroni y el propio Florit.

Una orientación de cómo sería el Liceo la dio su Director. Este publicó el 21 de enero de 1939 su primer Orden del Día poniendo el vigencia el reglamento del instituto. Sus principales conceptos fueron:
"...el Poder Ejecutivo persigue, con patriótico afán, el propósito decidido de hacer del LICEO MILITAR un instituto modelo, donde las familias argentinas puedan tener la seguridad más absoluta de que sus hijos habrán de hallar las nobles virtudes que forjaron el carácter de los grandes varones de nuestra patria, la cultura científica media que sus mentes necesitan antes de abordar estudios superiores, la preparación militar que la defensa nacional requiere de ellos y las reglas de urbanidad que corresponden a su condición de futuros oficiales y futuros universitarios.

Tan importante obra de cultura nacional implica una gran responsabilidad para los encargados de ejecutarla y es por ello que, desde el director hasta el más modesto empleado de este instituto, deben ajustar su conducta a las más severas normas de justicia, corrección y cumplimiento del deber, sin consideración de ninguna especie hacia las necesidades o los intereses personales...."

### Transcurrir histórico
Por mucho tiempo, los educandos pertenecían al nivel medio de la enseñanza (secundario), egresando con el título de Bachiller y el grado de Subteniente de Reserva de Infantería. Inicialmente se los conocía como "alumnos". Mientras existió el servicio militar obligatorio, aquellos cadetes que finalizaban cuarto curso eran exceptuados del mismo y pasaban a la reserva como soldado instruido.
Desde 1944, los educandos de tercero a quinto año pasaron a ser denominados cadetes pues tenían estado militar manteniéndose la denominación de alumnos para los primeros cursos. Se distinguían por el uniforme: los alumnos vestían una chaquetilla corta hasta la cintura mientras los otros tenían faldones con cuatro botones dorados detrás y cinturón blanco con el emblema del liceo. La gorra, gris, tenía el símil de la Orden del Sol y la escarapela argentina. En 1947 pasaron a llamarse todos cadetes. En tercer curso recibían el sable corto de oficial (cuteaux). Con el pasar de los años, se unificó el uniforme (chaquetilla con faldón) y el estado militar pasó a otorgarse en la primera formación de cuarto curso. El uso del cuteaux, que representaba el estado militar, se sacó en la primera década del siglo XX.
El decreto presidencial 1.878/44 estableció que los cadetes que hayan completado los cinco años del Liceo San Martín y que hubiera realizado el curso especial de ingreso a las facultades ingresarían a las universidades nacionales sin examen de ingreso (condición vigente entonces).
En 1940 se creó la distinción e insignia (similar a lo de los conscriptos, tira en escuadra en ambos brazos) de alumno dragoneantes para los destacados en Estudios, Aptitudes Militares, Instrucción Militar y Conducta. Podría tratarse de dragoneante, dragoneante principal y dragoneante mayor.
En 1943 se creó el Escuadrón de Caballería con la mitad de los cadetes de tercer curso. En 1947 se creó la Batería de Artillería con sesenta cadetes del tercer curso. Ello impacto en las promociones tercera a la séptima. En 1948 se unificó nuevamente al cuerpo de cadetes en el arma de infantería.

### Guerra de Malvinas
Personal militar de la planta permanente del liceo fue movilizado al Atlántico Sur durante la Guerra de Malvinas. Entre ellos, el Sargento Rubén Marchetti fue agregado a la tripulación del ARA Monsunen. El Teniente Primero Rubén Márquez, que se desempeñaba como oficial instructor de Vto Curso, fue destacado con la Compañía de Comandos 602, muriendo en combate. La Plaza de Armas del Liceo Militar General San Martín lleva el nombre de Capitán (PM) Rubén Márquez en su honor.
Durante el período de la guerra, los cadetes pasaron algunas semanas a un régimen externo ya que las instalaciones fueron sede de un batallón de protección que se movilizó con cinco clases de conscriptos que habían finalizado el Servicio Militar Obligatorio y con material existente en el liceo y proveniente de otros cuarteles. Esas fracciones cubrieron puestos fuera del cuartel por lo que los cadetes volvieron a sus actividades normales antes que la guerra finalice.

### Reformas educativas
Posteriormente, diversas modificaciones programáticas tuvieron lugar. Durante la década del 80, se cursaba cinco años con régimen de internado de domingo a viernes. Solo los que tenían un promedio superior a ocho en el desempeño en aula y en instrucción militar podían salir franco distinguido los miércoles a la tarde.
En 1993 se asignó un Arma del Ejército Argentino a cada uno de los liceos. El San Martín pasó a ser del Arma de Infantería. Ello implica que los oficiales que revistan en el instituto son de esa Arma y que al egreso los subtenientes de reserva serán también de la misma. En otros liceos los egresos pasaron a ser de caballería, artillería, ingenieros o comunicaciones.
En 1995 el liceo pasó incorporar a mujeres como cadetes. En 1996 se abrieron salas para nivel inicial y primaria y se adecuó el secundario a la nueva Ley Federal de Educación implicando una trayecto de enseñanza básica y luego polimodal.
En 2002, se comenzó con el polimodal en opciones Humanidades y Ciencias Sociales y la de Ciencias Naturales. En 2003, se sumó Economía y Gestión de las Organizaciones.

### Directores del Liceo Militar General San Martín durante su historia
Ver Anexo: Directores del Liceo Militar General San Martín

## Misión
Los Liceos Militares tienen como función formar ciudadanos con los valores del Ejército Argentino. Su misión se encuentra desarrollada en la normativa interna de esa fuerza. La misma establece:
"brindar una sólida formación académica de calidad, desde su especificidad, en los tres niveles de la educación formal obligatoria (Nivel Inicial, Primario y Secundario), en forma integral, articulando los niveles y orientaciones de la oferta educativa, para el acceso a estudios superiores y que los habilite para su desempeño social y laboral. Desarrollar una educación que estimule la comprensión y el compromiso con los valores éticos y republicanos, en el marco de la democracia, el respeto a la persona humana, el amor a la Patria, la pasión por la libertad y el sentido trascendente de la vida, insertos en nuestra Constitución Nacional."
Asimismo, debe formar personal para la reserva del Ejército Argentino, lo que lo hace a través de la instrucción militar a los cadetes que cursan el secundario.

## Proyecto institucional
El liceo comprende los niveles inicial, primario y medio.
Los cadetes, denominación de los alumnos del nivel medio, cursan bachillerato con distintas orientaciones. El título de egreso es bachiller con orientación en Humanidades y Ciencias Sociales, Ciencias Naturales o Economía y Gestión de las Organizaciones, y el grado de Subteniente de Reserva del Ejército Argentino.
Su proyecto institucional prioriza los valores ciudadanos y de camaradería, afecto y comprensión, continuidad de los vínculos familiares y hogareños, "la honestidad, el amor a la verdad, la solidaridad, la amistad, el respeto por el otro, el respeto por todas las formas de vida y la valoración del conocimiento."

## Día del liceísta
El 8 de octubre es el Día del Liceísta en conmemoración de la fecha de creación por parte del General San Martín de la Orden del Sol, emblema que portan los cadetes en su gorra y que identifica a los liceos militares.

## Alumnado del Liceo Militar General San Martín
Entre los alumnos notables que se destacaron luego de abandonar sus aulas se encuentran:

### Políticos
- Raúl Alfonsín. Presidente de la Nación.[22]
- Ricardo Gil Lavedra. Abogado, juez y político. Exministro de Justicia y exdiputado.[23]
- Andrés Horacio Ibarra. Economista y político. Exministro de modernización.[24]
- Eduardo Jozami. Militante político, abogado, profesor universitario, periodista y escritor argentino.[25]

### Militares
- Eduardo Jorge Raúl de Ibáñez. Primer Teniente (PM). Piloto de combate de la FAA derribado y muerto durante la Guerra de Malvinas.[26]
- Roberto Mario Fiorito. Capitán (PM). Piloto de Aviación de Ejército muerto durante la Guerra de Malvinas. Condecorado con la "Medalla al Valor en Combate".
- Jorge Casco. Primer Teniente (PM). Piloto de combate de la FAA derribado y muerto durante la Guerra de Malvinas.[27]
- Luis Carlos Martella. Teniente Primero (PM). Oficial de infantería muerto en combate durante la Guerra de Malvinas.
- Ricardo Alberto Rolón. Teniente Primero (PM). Muerto en el Combate de La Tablada.
- Alejandro Tagliapietra. Teniente de Corbeta. Tripulante del ARA San Juan hundido en el Atlántico Sur.[22]
- Mario Castagneto. General retirado. Jefe de la Compañía de Comandos 601 durante la Guerra de Malvinas.[28] Fue condecorado con la Medalla "La Nación Argentina al Valor en Combate".

- Roberto Mela. Comodoro retirado. Navegante de C-130 durante la Guerra de Malvinas recibiendo la condecoración "La Nación Argentina al Valor en Combate".[29]
- Horacio Losito. Coronel retirado. Oficial de la Compañía de Comandos 602 durante la Guerra de Malvinas. Fue condecorado por su desempeño.
- Carlos Paz  Exjefe de Estado Mayor General de la Armada.[30]

### Diplomáticos
- Carlos Florit. Abogado y político. Canciller más joven del país.[31]
- Carlos Keller Sarmiento.  Diplomático de carrera argentino.[32]
- Alejandro Zothner. Embajador, Diplomático de carrera.

### Científicos
- Juan Martín Maldacena. Físico teórico argentino.[33]
- Nicolás Andruskiewitsch. Matemático. Abanderado, promoción 34.[34]
- Julio Isidro Maiztegui. Médico e investigador creador de la vacuna contra la fiebre hemorrágica.[35][36]
- Dimitri Agüero. Ingeniero nuclear del Instituto Balseiro. Fue Responsible Officer en la construcción del reactor termonuclear de fusión ITER.
- Otto Thomas Solbrig. Ecólogo y evolucionista.

### Artistas
- Ulises Dumont. Actor.[22]
- Virgilio Expósito. Compositor.[37]

### Empresarios
- Hugo Nano. Médico oftalmólogo.[22]
- Alberto Roemmers. Propietario del laboratorio Roemmers[22]
- Avelino Porto. Creador de la Universidad de Belgrano.[22][38]

### Deportistas
- Carlos Alberto Moratorio. Coronel, campeón olímpico de prueba completa.[39]
- Juan Carlos Dyrzka. Récord de los 400 metros con vallas.[40]